# España (Metropolitano)
La estación España es una estación del Metropolitano en Lima. Está ubicada en la intersección de la Av. Alfonso Ugarte con la Av. España, en el límite de los distritos de Breña y Cercado de Lima. En sus alrededores destacan el histórico Colegio Guadalupe, la Comisaría de Alfonso Ugarte, la Prefectura de Lima y la plaza Bolognesi.

## Características
Tiene tres plataformas para el embarque y desembarque de pasajeros, las entradas se ubican en los extremos de la estación, ambas a nivel del cruce peatonal y accesibles para personas con movilidad reducida. Cuenta con máquinas y taquillas para la compra y recarga de tarjetas.

## Servicios
La estación es atendida por los siguientes servicios:
| Servicio troncal | Indicador           | Lunes a viernes                     | Lunes a viernes | Sábado        | Domingo       |
| Servicio troncal | Indicador           | Norte a Sur                         | Sur a Norte     | Sábado        | Domingo       |
| ---------------- | ------------------- | ----------------------------------- | --------------- | ------------- | ------------- |
| Regular          | Regular B           | 10:00 - 23:00                       | 10:00 - 23:00   | 05:00 - 23:00 | 05:00 - 22:00 |
| Regular          | Regular D           | 05:00 - 10:00                       | 05:00 - 10:00   | Sin servicio  | Sin servicio  |
| Expreso          | Expreso 5           | 09:00 - 17:00                       | 09:00 - 17:00   | 05:15 - 20:20 | Sin servicio  |
| Expreso          | Expreso 9           | 05:30 - 09:00                       | Sin servicio    | Sin servicio  | Sin servicio  |
| Expreso          | Super Expreso Norte | 05:00 -10:00                        | 05:30 - 10:00   | Sin servicio  | Sin servicio  |
| Expreso          | Super Expreso Norte | 16:30 - 20:30                       | 17:00 - 21:00   | Sin servicio  | Sin servicio  |
| Expreso          | Super Expreso Norte | (Veintidós de agosto) 06:00 - 08:00 | Sin servicio    | Sin servicio  | Sin servicio  |